# ダラス・トーラー＝ウェイド
ダラス・トーラー＝ウェイド（Dallas Toler-Wade、1974年6月6日 - ）は、アメリカ合衆国ノースカロライナ州ファイエットビル出身のヘヴィメタルミュージシャン。テクニカルデスメタルバンド・ナイルの元ギタリスト兼ボーカリスト。ナイルでは、アルバム限定でベースを担当することもあった。他バンドでは、ドラムスを担当したこともあるなど、マルチプレイヤーでもある。

## 来歴
7歳の時にドラムセットから楽器の演奏を始める。12歳になってから、ギターの演奏を始めた。1990年代前半に地元のテラトーシス (Teratosis)というデスメタルバンドでギタリスト兼ボーカリストとして活動を行っており、デモテープ『Live at the Nite Owl』に参加している。その後、サウスカロライナ州グリーンビルのテクニカルデスメタルバンド・ナイル (Nile)の中心人物、カール・サンダースへの推薦を受け、ナイルにギタリスト兼ボーカリストとして加入した。
2004年にはテクニカルデスメタルバンド、レチェラス・ノクターン (Lecherous Nocturne)にドラマーとして加入。ちなみに、レチェラス・ノクターンの前任ドラマーはテラトーシスでドラマーを務めていたクレイ・ライトル (Clay Lytle)である。結局1stアルバム『Adoration of the Blade』には参加したものの、2年ほどで脱退している。
2011年には、デスメタルバンド、ナルコティック・ウェイストランド (Narcotic Wasteland)に加入。ギタリスト兼ボーカリストとして、1stアルバム『Narcotic Wasteland』に参加している。
2017年2月、ナイルを脱退。理由は「自身の計画とレコーディングに焦点を合わせるため」としている。
機材には、ディーンのギターを使用している。

## ディスコグラフィ

### ナイル (Nile)
- 2000年 Black Seeds of Vengeance
- 2002年 In Their Darkened Shrines
- 2005年 Annihilation of the Wicked
- 2007年 Ithyphallic
- 2009年 Those Whom the Gods Detest
- 2012年 At the Gate of Sethu
- 2015年 What Should Not Be Unearthed

### ナルコティック・ウェイストランド (Narcotic Wasteland)
- 2014年 Narcotic Wasteland
- 2017年 Delirium Tremens

### レチェラス・ノクターン (Lecherous Nocturne)
- 2006年 Adoration of the Blade

### その他
- 2004年 Karl Sanders - Saurian Meditation
- 2014年 Hideous Divinity - Cobra Verde
- 2015年 Slaughter the Prophets - Indiscriminate Desecration
- 2015年 George Kollias - Invictus